# Британски блуз
Британски блуз је музички облик изведен из америчког блуза, настао у касним 1950-им а врхунац популарности достигао је у 1960-им, са препознатљивим и утицајним звуком у ком доминирају електричне гитаре. Неки од најчувенијих представника жанра су Ролингстонси, Ерик Клептон, Флитвуд Мек и Лед зепелин. Један број њих је наставио у мејнстрим рок музици, а то је довело до тога да је британски блуз помогао у формирњу многих поджанрова рока. Од тада је непосредни интерес за блуз у Британији опао, али су се многи од кључних извођача, у последњих неколико година, вратили на блуз, нове групе су се појавиле и дошло је до обнове интересовања за жанр.

## Порекло
Амерички блуз је постао познат у Великој Британији од 1930е па надаље кроз велики број форми, укључујући плоче које су доношене у Британију, нарочито афро-амерички војници који су тамо били стационирани у Другом светском рату и хладном рату, трговачких помораца који посјећују луке као што су Лондон, Ливерпул, Њукасл на Тајну и Белфаст, и кроз уплив преко (илегалног) увоза. Блуз музика је била, релативно, добро позната британским џез музичарима, нарочито у радовима личности као што су певачица Ма Рејни и Беси Смит и блуз утицајима од буги вугија Џели Рол Мортона и Фатс Валера. Од 1955. главне британске издавачке куће HMV и EMI, овај други, нарочито кроз своје сестрињске Decca Records, почео да дистрибуира амерички џез и све блуз плоче на оно што је било на тржиште у настајању. Многи су се сусрели са блузом за први пут током скифл помаме друге половине 1950-их година, посебно песмама Ледбелија и групама које су их обрадиле, ка што је Лони Донеган. Популарност скифла је почела да опада крајем 1950-их, а британски рокенрол је почео да доминираја на листама, велики број музичара скифла су кренули да свирају чист блуз.